# San Francisco Circus
San Francisco Circus est le vingt-neuvième tome de la série Michel Vaillant. Il a pour thème principal une poursuite dans les rues de San Francisco.

## Publication

### Revues
Les planches de San Francisco Circus furent publiées dans le Journal de Tintin entre le 25 novembre 1975 et le 10 février 1976 (no 48/75 à 7/76).

### Album
Le premier album fut publié aux Éditions du Lombard en 1976 (dépôt légal 03/1976).